# Shuji Fujimoto
Shuji Fujimoto (藤本 修司 Fujimoto Shuji?, nacido el 10 de abril de 1988 en Osaka) es un futbolista japonés que se desempeñaba como defensa.

## Trayectoria

### Clubes
| Club             | País  | Año         |
| ---------------- | ----- | ----------- |
| JEF United Chiba | Japón | 2011 - 2013 |
| Gainare Tottori  | Japón | 2012        |
| Vonds Ichihara   | Japón | 2014 -      |

## Estadística de carrera

### J. League
| Club             | Año   | J. League | J. League | Copa J. League | Copa J. League | Total | Total |
| Club             | Año   | Part.     | Goles     | Part.          | Goles          | Part. | Goles |
| ---------------- | ----- | --------- | --------- | -------------- | -------------- | ----- | ----- |
| JEF United Chiba | 2011  | 0         | 0         | -              | -              | 0     | 0     |
| JEF United Chiba | 2012  | 0         | 0         | -              | -              | 0     | 0     |
| Gainare Tottori  | 2012  | 5         | 0         | -              | -              | 5     | 0     |
| JEF United Chiba | 2013  | 0         | 0         | -              | -              | 0     | 0     |
| Total            | Total | 5         | 0         | 0              | 0              | 5     | 0     |